# Villa d'Hadrien
 (avril 2024).
Si vous disposez d'ouvrages ou d'articles de référence ou si vous connaissez des sites web de qualité traitant du thème abordé ici, merci de compléter l'article en donnant les références utiles à sa vérifiabilité et en les liant à la section « Notes et références ».
La villa d'Hadrien, ou villa Hadrienne, en latin villa Hadriana (en italien Villa Adriana), est une villa antique bâtie par l'empereur Hadrien au IIe siècle. Située sur le territoire de la frazione de Villa Adriana à Tivoli (l'ancienne Tibur), à une trentaine de kilomètres de Rome, elle figure parmi les ensembles monumentaux les plus riches de l'Antiquité. Elle est répartie sur une surface de 120 hectares, dont environ 40 sont visibles de nos jours.
Selon l'Histoire Auguste, Hadrien « orna d'édifices admirables sa villa de Tibur : on y voyait les noms des provinces et des lieux les plus célèbres, tels que le Lycée, l'Académie, le Prytanée, Canope, le Poecile, Tempé. Ne voulant rien omettre, il y fit également représenter le séjour des ombres ». On peut déduire de cette citation que la villa évoque par son architecture les ouvrages et les sites qu'Hadrien a vus lors de ses nombreux voyages dans l’Empire romain.

## Histoire

### Édification
Amateur d'art, Hadrien est passionné par l'architecture et dessine lui-même des bâtiments, manifestant même une prédilection toute particulière pour les édifices à coupole. Aussi fait-il preuve d'un soin particulier pour choisir le site de la nouvelle résidence impériale qu'il a décidé de bâtir à l'écart de Rome : il sélectionne un plateau situé sur les pentes des monts Tiburtins, situé à 17 milles romains depuis la Porte Esquiline (environ 28 kilomètres). La zone comprend de nombreuses carrières (travertin, pouzzolane et tuf) pour alimenter les travaux ; elle est approvisionnée en eau par quatre aqueducs, élément crucial pour les thermes romains et les fontaines. Le plateau est déjà occupé par une villa de l'époque républicaine, construite à l'époque de Sylla et agrandie sous Jules César, qui appartenait à la famille de son épouse Sabine et qui sera intégrée dans le Palais impérial.
D'après l'étude du système de canalisations et des égouts, il semble possible que le complexe ait été conçu dans sa globalité dès le départ, malgré l’impression de libre improvisation provoquée par la répartition dissymétrique et disséminée des constructions.
La date la plus ancienne est donnée par une inscription marquant l'extraction d'une colonne de marbre jaune de Chemtou, qui correspond à l'année 118, début du règne d'Hadrien. L'ensemble est construit en deux ou trois phases très actives de 118 à 121, de 125 à 128 et de 134 à 138, entrecoupées de périodes de travaux moins soutenus, comme en témoignent des briques portant des dates consulaires, retrouvées dans près de la moitié des bâtiments. Après la mort d'Hadrien, ses successeurs continuent sans doute à venir à Tivoli comme en témoignent des aménagements au IIIe siècle, mais par la suite la villa est progressivement abandonnée, et tombe dans l’oubli au Moyen Âge.

### Redécouverte et exploration

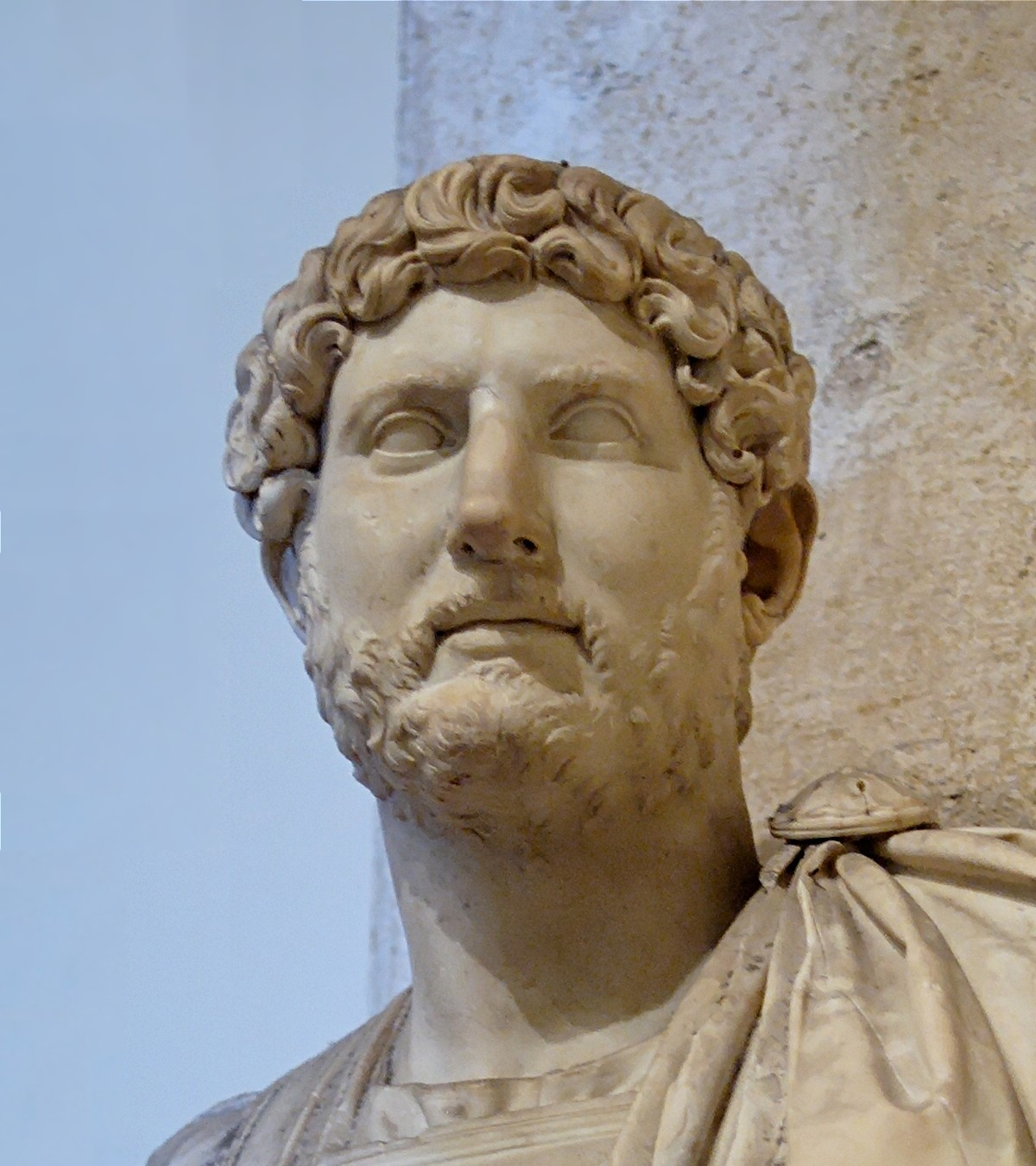
Buste d'Hadrien. Musées du Capitole.

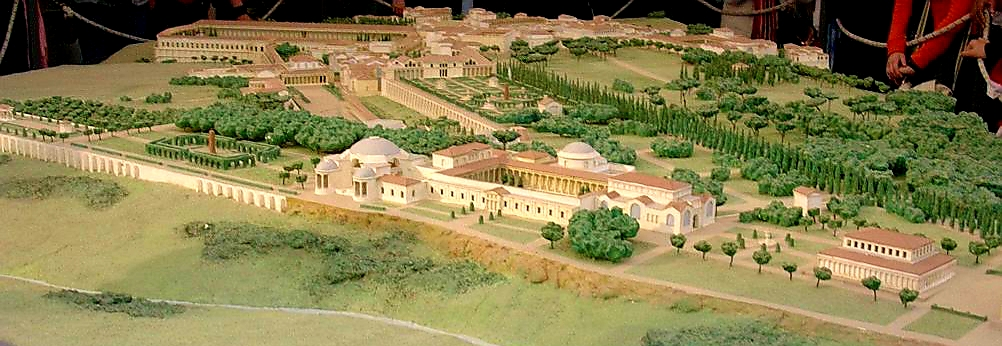
Reconstitution du domaine impérial, maquette de la villa d'Hadrien, réalisée par Italo Gismondi. Au premier plan, l'esplanade dite de l'Académie, qui domine le lit d'un petit cours d'eau.

À partir de la Renaissance, l'humaniste Flavio Biondo est le premier à mettre un nom sur les ruines. Après la découverte de statues antiques entre 1535 et 1538, l'architecte napolitain Pirro Ligorio commence l'exploration des ruines de la villa et dresse un premier plan d'ensemble, qui sert de base aux explorations ultérieures et qui est mis à jour en 1751. À partir de 1724, le comte Giuseppe Fede (en) acquiert les terrains disponibles et mène des fouilles d'ampleur. Il aménage aussi le site en plantant des rangées d'arbres. 
La villa est fréquentée dans la seconde moitié du XVIIIe siècle par des artistes comme Piranesi et Gavin Hamilton, des architectes comme Sangallo ou Borromini et des amateurs d’antiquités qui la pillent de ses œuvres artistiques et de ses éléments d’architecture. Piranèse publie en 1831-1836 un plan d'ensemble de la villa et du site. Du XVIe au XIXe siècle, la villa est explorée et les centaines d'œuvres découvertes partent enrichir les collections privées et les grands musées d'Europe. 
En 1870, le domaine revient au gouvernement italien qui y fait entreprendre des fouilles et des restaurations : celles-ci révèlent la stupéfiante architecture de ces bâtiments et parfois même des stucs et des mosaïques. Des fouilles méthodiques ont été effectuées avec des techniques modernes, principalement vers 1950 dans le « Théâtre maritime » et le « Canope », et à la fin des années 1970 à la « piazza d’Oro ». Néanmoins la plus grande partie du site reste à explorer.
La Villa d’Hadrien a été ajoutée en 1999 à la liste du patrimoine mondial de l’UNESCO.

## Plan de masse

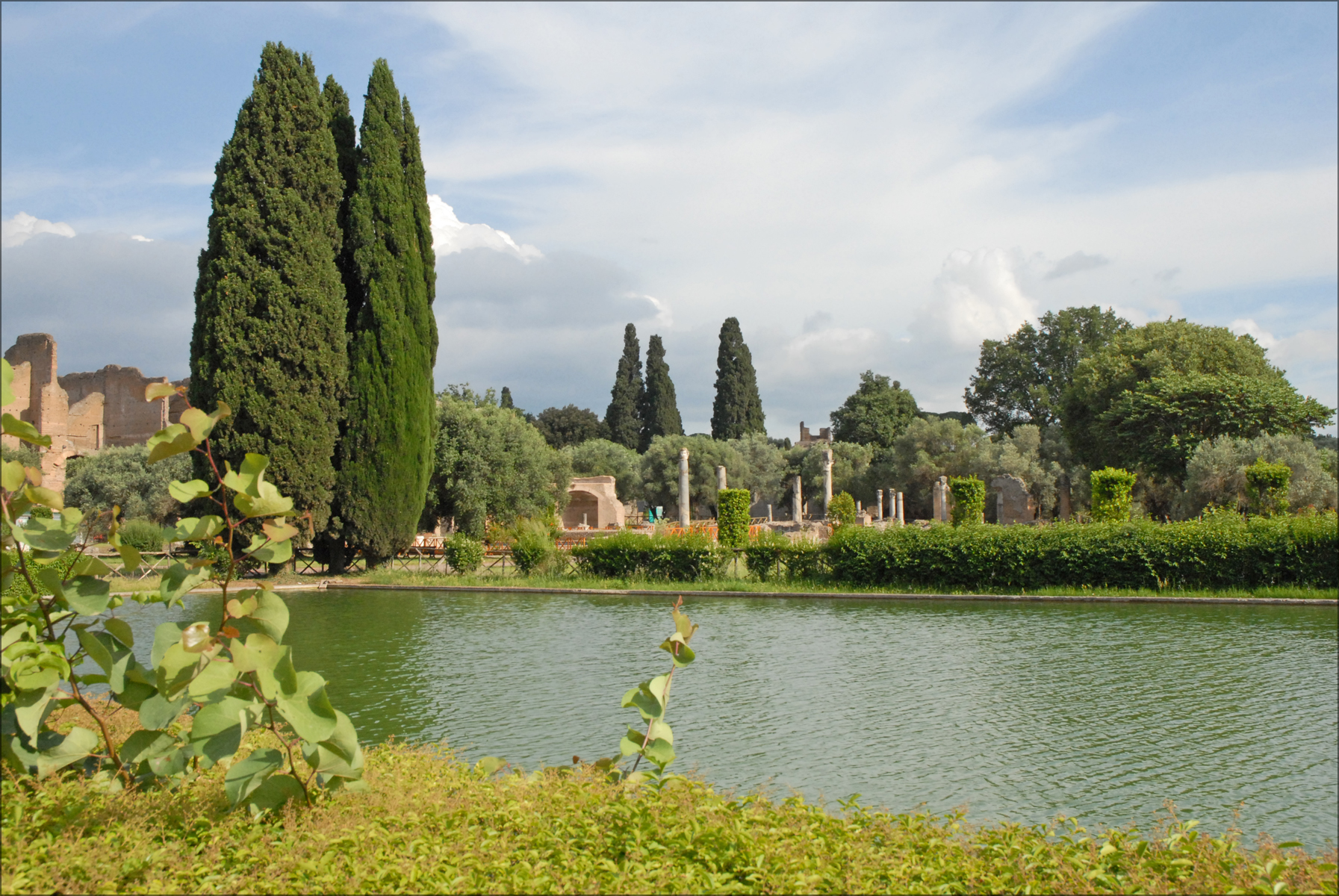
Une vue paysagère de la villa Hadriana.

Pour une dimension du nord au sud d’environ 1 200 m et d’est en ouest de 600 m, le périmètre actuel de la villa s'étend sur environ 40 hectares et comprend une trentaine d'édifices de différentes natures : trois complexes thermaux, bâtiments administratifs, édifices de loisir (théâtre, promenades , etc.). Le tout s'insère dans un ensemble de jardins et d'espaces verts agrémentés de fontaines et de plans d'eau.
Mis à part certains locaux aux caractéristiques aisément reconnaissables comme les thermes, l’interprétation de nombreux bâtiments est problématique et incertaine : partant de la biographie d’Hadrien rédigée par le pseudo-auteur Spartianus, on a proposé d’identifier à tel ou tel ensemble les évocations de monuments de la Grèce antique et de l’Égypte antique : le Pœcile, l’Académie, le Lycée et le Prytanée d’Athènes, le sanctuaire de Sarapis et le canal reliant la ville de Canope à Alexandrie. Seuls le Canope et le temple de Sérapis sont identifiés avec certitude, par les sculptures de style égyptien trouvées en cet endroit. D’autres parties de la villa reçurent des appellations arbitraires comme le Théâtre maritime, la piazza d’Oro, la salle des Philosophes, l’Hospitalia, les bibliothèques. Ces dénominations conventionnelles et parfois contestées ont été adoptées dans la plupart des descriptions de la Villa.

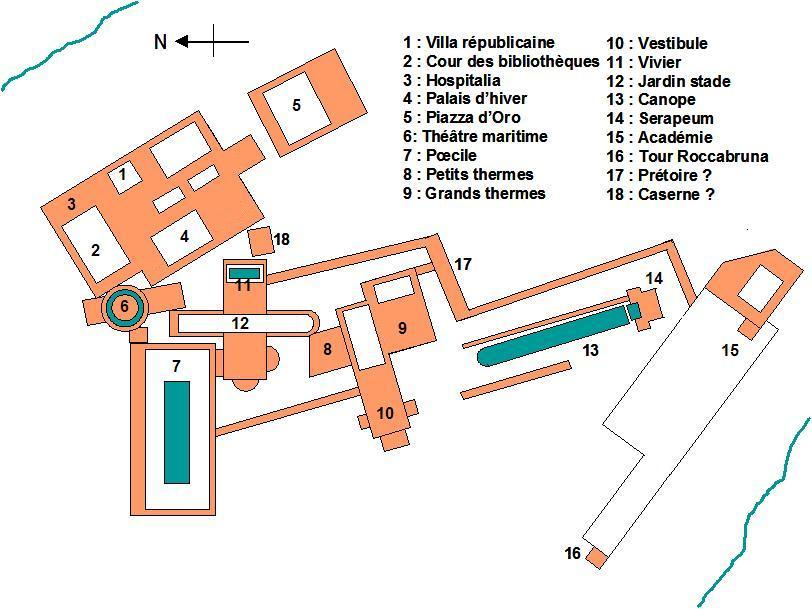
Plan-masse de la villa d'Hadrien.

La partie dégagée de la villa s’organise en fonction du terrain, légèrement vallonné et compris entre deux petits cours d’eau. Selon le relief, on peut distinguer ainsi quatre complexes de vestiges avec chacun une orientation propre :
- la terrasse de l’Académie occupe au sud de la villa la partie la plus élevée du site, qui surplombe un petit cours d’eau ;
- le vallon de Canope : au nord-est de cette terrasse part un léger vallonnement où s’alignent plus ou moins le Canope, les thermes et diverses constructions étirées en longueur ;
- le complexe du Pœcile : fermant ce vallon au nord, un complexe de vastes bâtiments orienté selon les quatre points cardinaux, dont le Pœcile, un jardin stade, un vivier ;
- le complexe nord-est au-dessus d’un autre cours d’eau, groupe l’ancienne villa républicaine, les « bibliothèques », la « Piazza d’Oro » et d’autres constructions comme le « Palais impérial » ;
- à la charnière entre ce dernier complexe et le Pœcile, une formation ronde dite le Théâtre maritime et divers bâtiments (« salle des Philosophes », vestiges de thermes, « caserne »).

D’autres édifices isolés sont répartis à la périphérie de la Villa : un odéon au sud, au nord un théâtre et un sanctuaire de Vénus dont la tholos abritait une copie de l’Aphrodite de Cnide sculptée par Praxitèle.

## Théâtre maritime

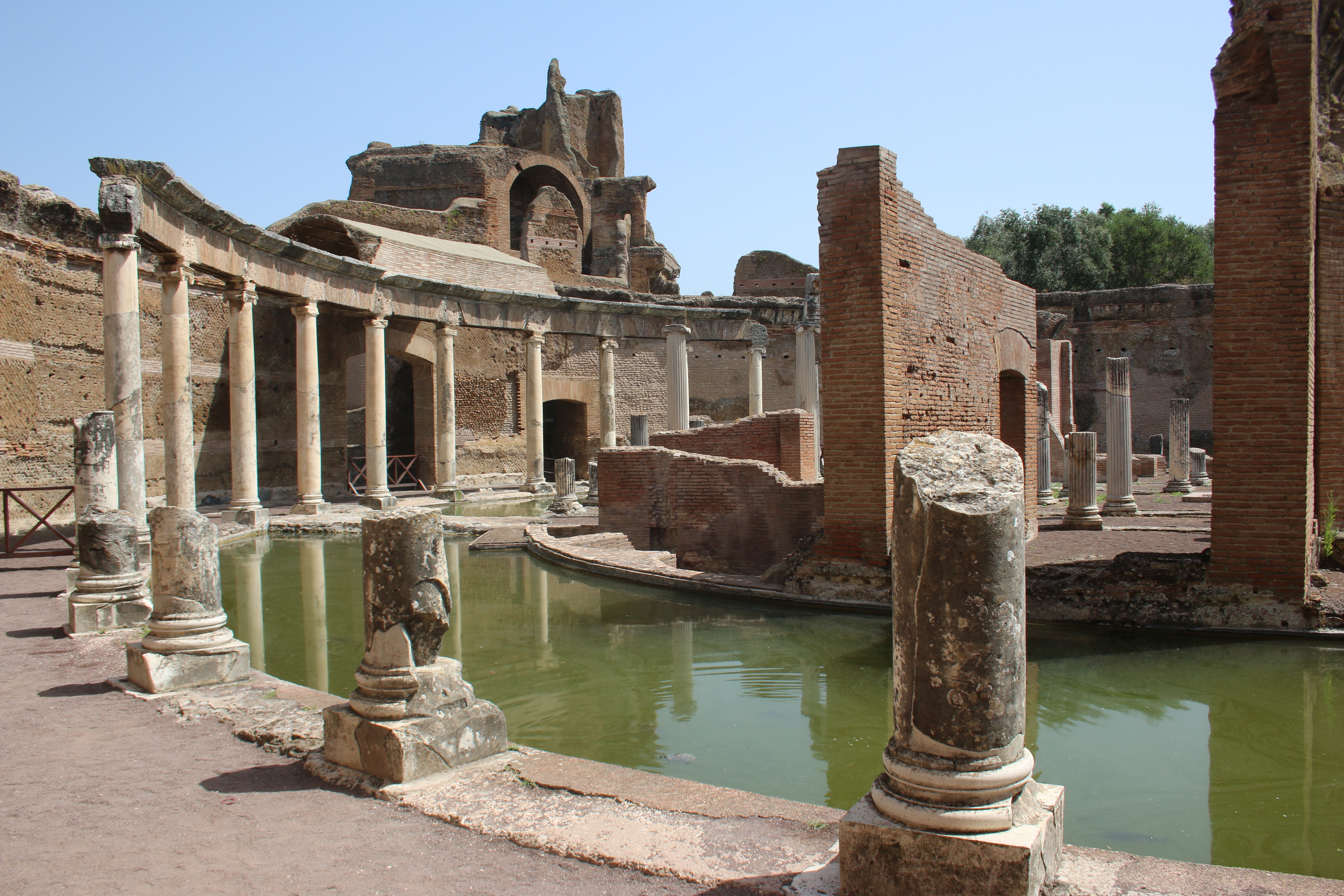
Théâtre maritime

La construction dite « Théâtre maritime » commence dès 118, à proximité de l’ancienne villa d’époque républicaine. Son architecture complexe est sans équivalent dans le monde romain, et sans rapport avec un théâtre romain habituel. Dans les années 1950, ce théâtre a fait l’objet de fouilles et d’une reconstitution par l’archéologue Pietro Romanelli et l’architecte Italo Gismondi.
Le Théâtre maritime est un ensemble situé en face du jardin des Bibliothèques. Un pronaos, dont il ne reste presque plus rien, permet de pénétrer à l'intérieur d'un atrium puis, dans le même axe, de rejoindre un portique circulaire à colonnes ioniques, couvert par une voûte en berceau. Au centre, un canal délimite une île sur laquelle se dresse un édifice circulaire de 45 mètres de diamètre, comprenant lui aussi un atrium et un portique. S'y ajoutent un petit jardin, un petit complexe thermal, quelques pièces, dont une chambre, et des latrines. Il s'agit là d'une véritable « demeure dans la demeure », destinée à offrir un espace d'isolement et de recueillement. Il est inspiré de l'architecture grecque. D'après l'historien de l'art Henri Stierlin, ce bâtiment constituait pour Hadrien une sorte de sanctuaire astrologique.

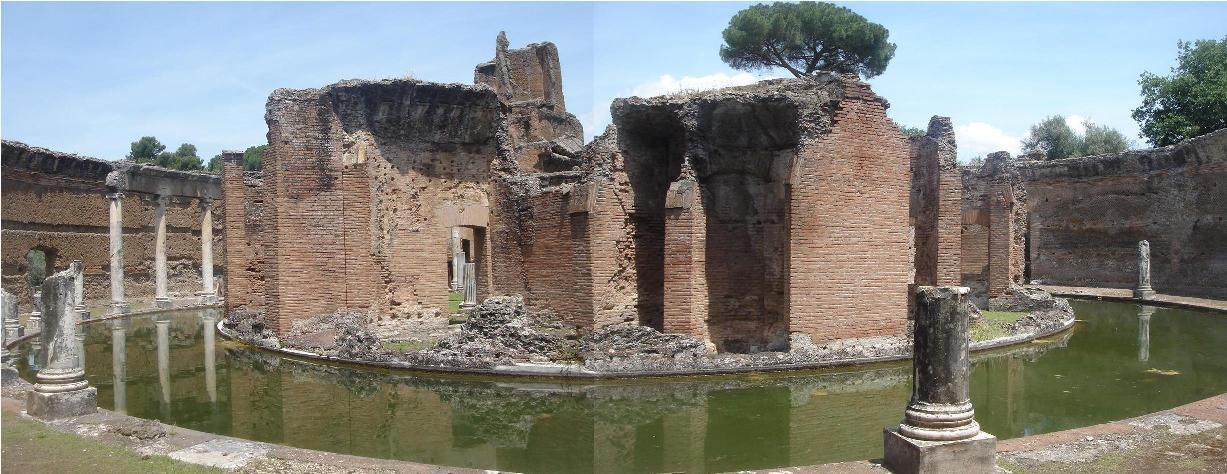
Vue panoramique du Théâtre maritime.

## Vallon du Canope

### Canope

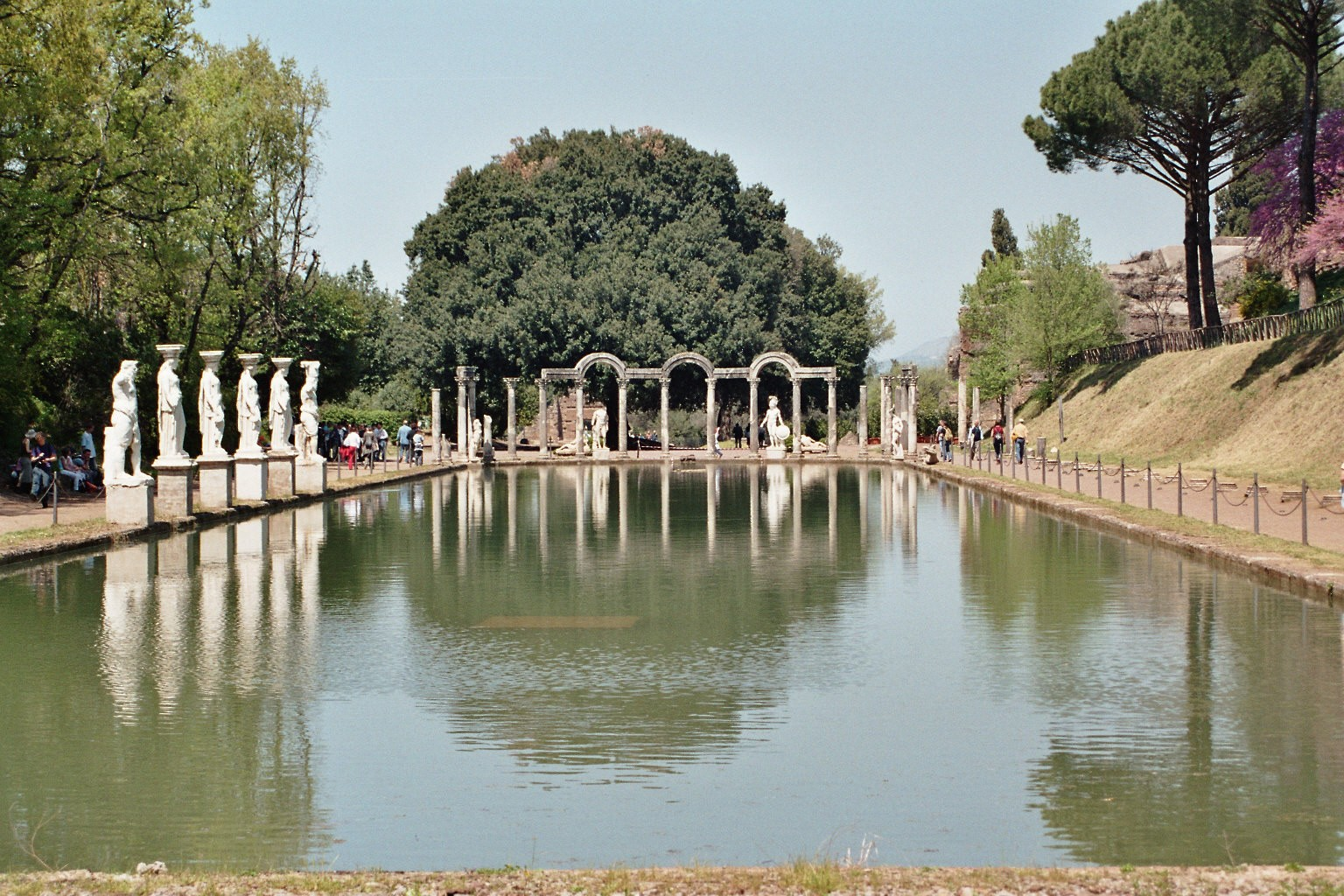
Le Canope, orienté au nord.

Le Canope est un plan d'eau de 119 mètres de long pour 18 mètres de large, situé dans une petite vallée partiellement artificielle, orientée nord-ouest / sud-est. Il doit son nom à une ville égyptienne réputée pour ses cultes d'Isis et Sarapis et également dédié à Antinoüs, favori de l'empereur Hadrien et mort noyé dans le Nil. Ce bassin symbolise un antique canal qui reliait les deux villes égyptiennes d'Alexandrie et de Canope. Il est bordé par une double colonnade à l'est et une colonnade simple à l'ouest, complétées de quatre cariatides, copies de celles de l'Érechthéion d'Athènes et encadrées par deux statues de Silènes. 
Le bassin s'achève au sud est par un édifice, le Sérapéum (édifice dédié à Sérapis), qui s’enfonce dans le vallon. Ce bâtiment se raccorde élégamment au Canope par un petit bassin rectangulaire (environ 15 m sur 10 m). Les statues d’Antinoüs et de divinités égyptiennes trouvées dans ce bâtiment valident l’hypothèse d’un lieu dédié à la fois à Sérapis et au favori d’Hadrien. La salle principale est couverte d’une demi-coupole et comporte un immense lit incliné, triclinium destiné à accueillir, probablement en été, les convives de banquets. Ces statues sont actuellement conservées au musée grégorien égyptien, où elles ont fait l'objet d'une proposition de restitution de l'espace initial.
À l’opposé, l’extrémité nord-est du canal est arrondie, la colonnade en partie reconstituée est surmontée d’architraves alternativement horizontales et en arc. Les espaces entre les colonnes s’ornent de moulages en ciment de statues d'Arès (Mars), d'Hermès (Mercure) et d'Athéna (Minerve). Sur deux socles émergeant dans l’axe du bassin se dressaient des copies de statues d'Amazones du temple d’Éphèse.

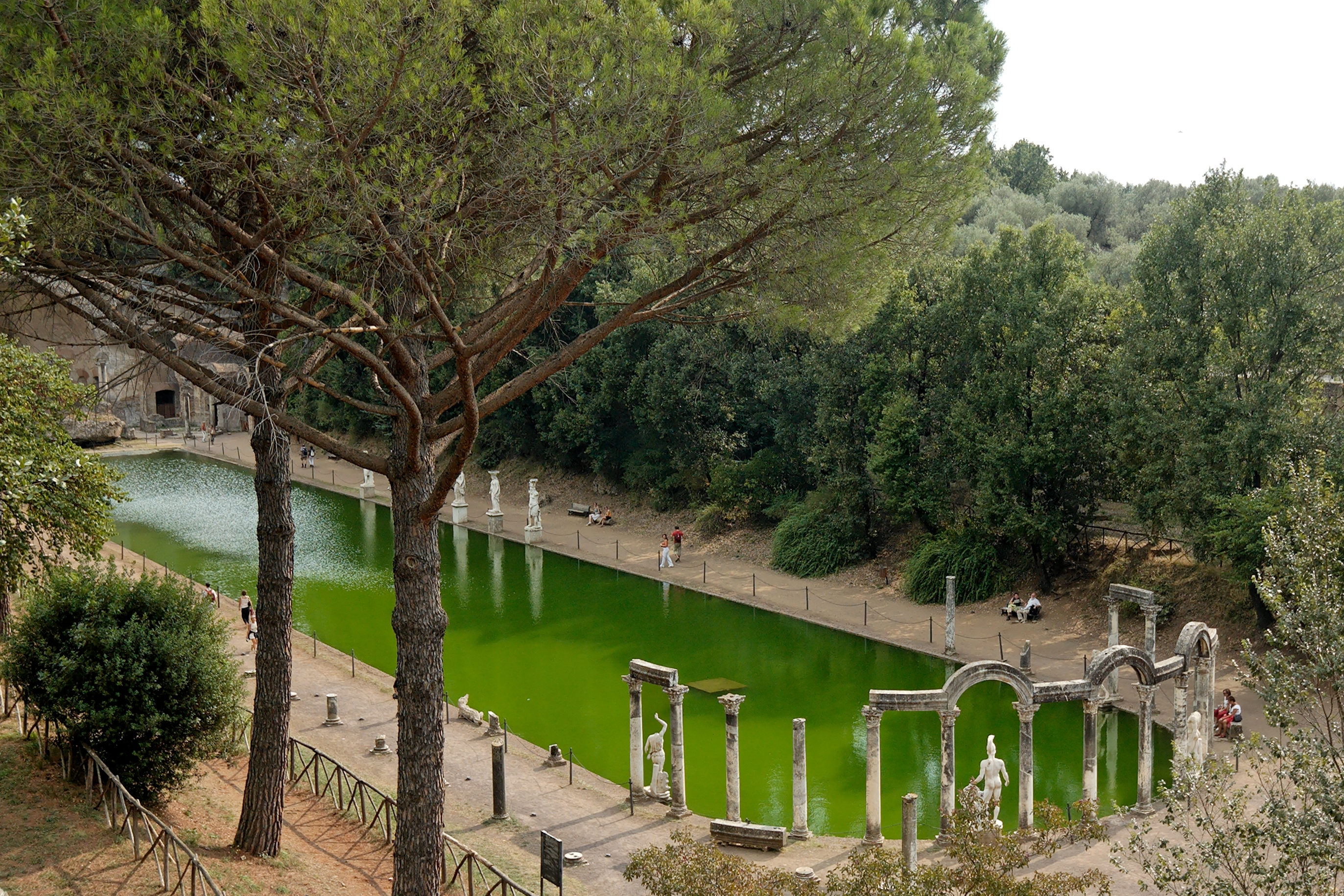
Vue sur le Canope depuis le Prætorium.
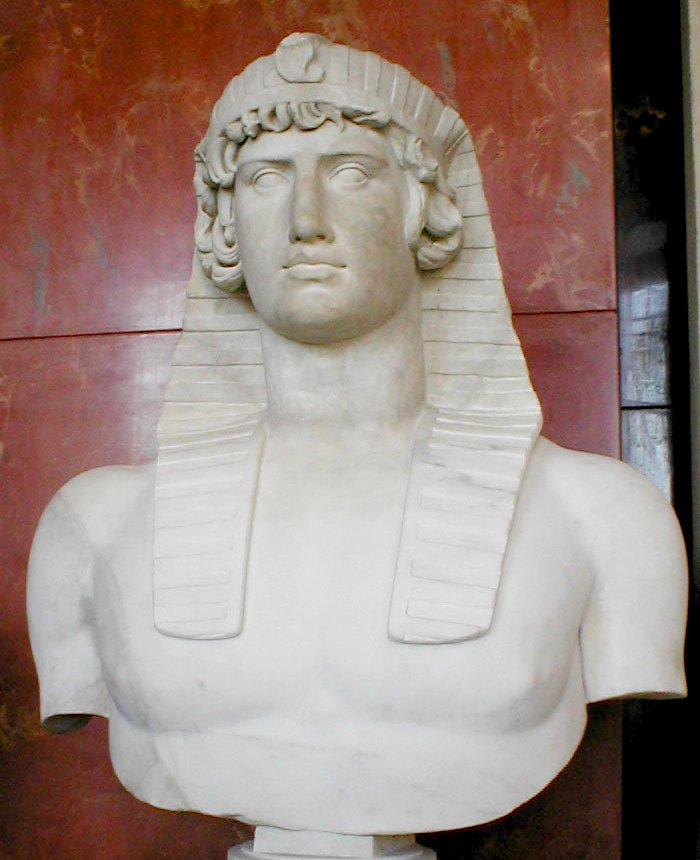
Antinoüs en Osiris, buste trouvé dans la villa d'Hadrien (musée du Louvre).
Mosaïque du centaure dans le triclinium de la villa d'Hadrien.
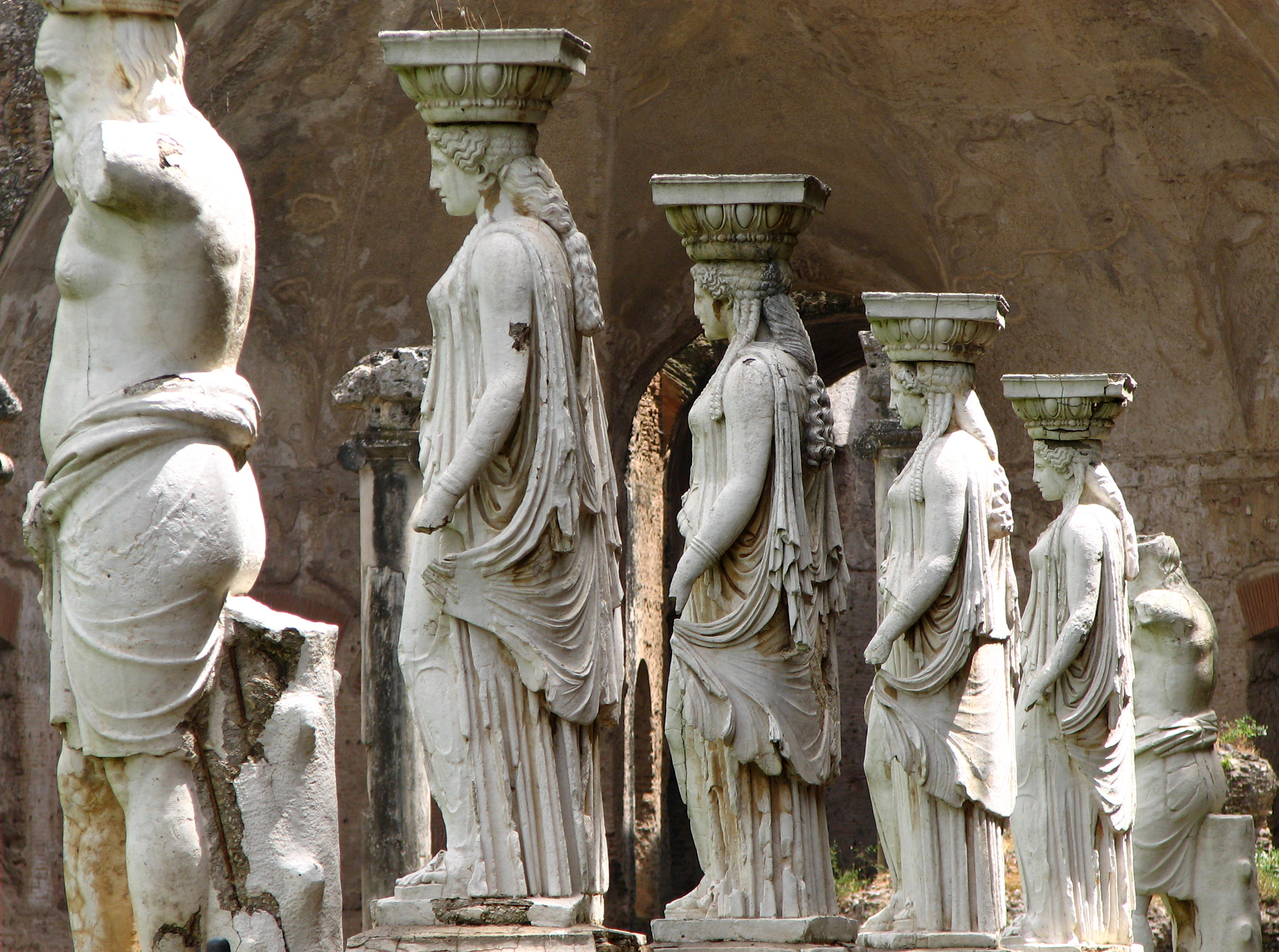
Les Cariatides du Canope encadrées par les statues de Silènes.

Interprétation : On s'est longtemps posé des questions sur la signification de cet endroit mystérieux qui constitue un hommage personnel d'Hadrien au défunt Antinoüs. Ce bassin qui allie les cultures latines et égyptiennes représenterait la mer Méditerranée qui de Rome aboutit à l'Égypte, et le petit bassin qui vient se greffer au grand bassin serait à l'image du delta du Nil. Selon une autre interprétation, ce lieu participerait du culte impérial, Hadrien s’y mettant en scène en Sérapis lors des banquets d’apparat.

### Thermes

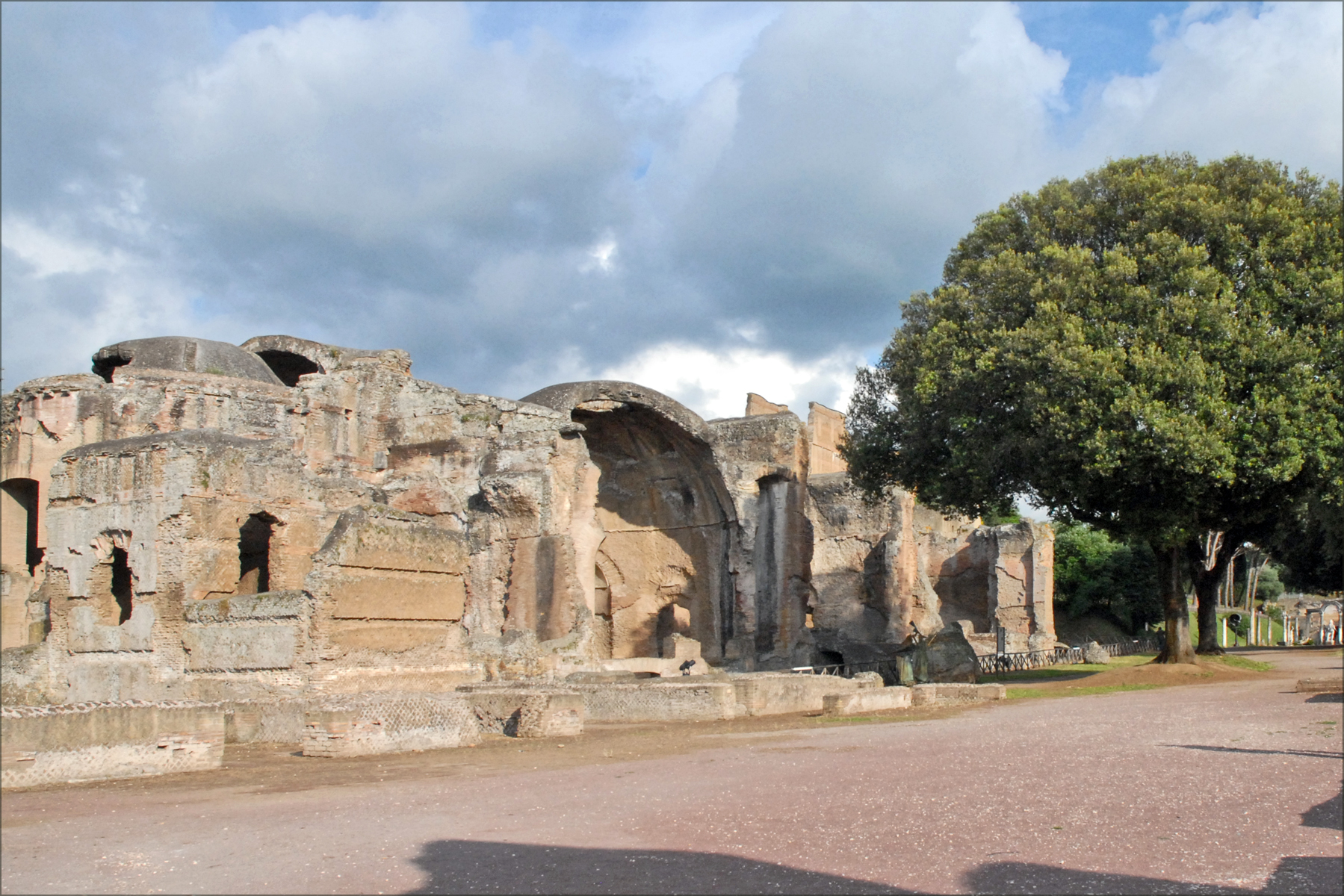
Les grands thermes

En descendant le vallon au-delà du Canope, on trouve les grands thermes et les petits thermes, à peu près alignés parallèlement à l’axe du Canope et séparés par un bâtiment qui semble former un vestibule d’entrée dans la villa. 
D’autres bâtiments annexes sont constitués d’une série de pièces, et sont présumés être un prétoire pour le logement des officiers de la garde impériale, ou des logements du personnel.
Le vallonnement se ferme sur le Pœcile et d’autres bâtiments, tous orientés selon les points cardinaux.

## Complexe du Pœcile

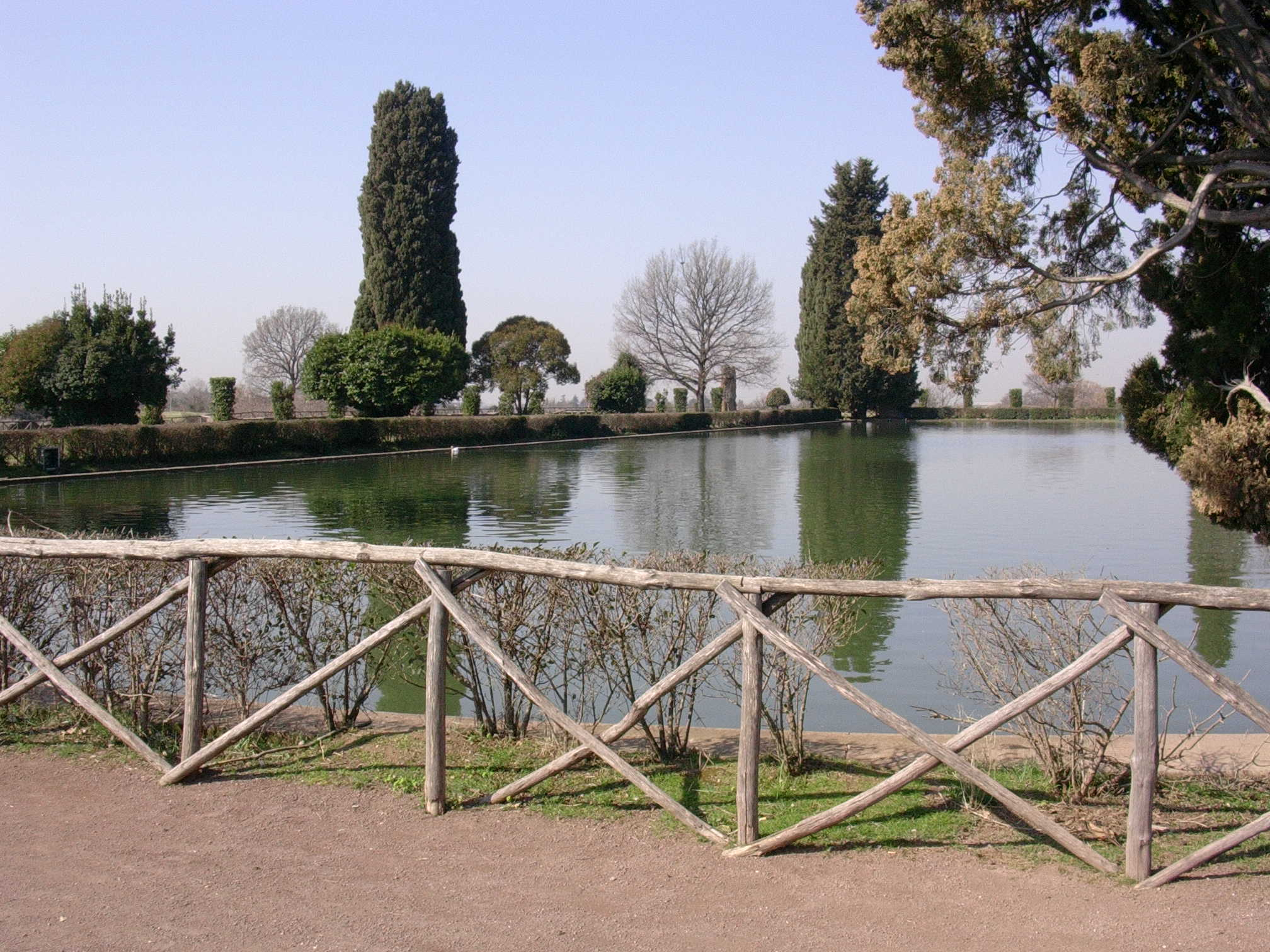
Le bassin du complexe du Pœcile.

À l’ouest du Théâtre maritime, l’immense portique qui entoure un grand bassin a été identifié comme une représentation de la Stoa Poikilè (ou Pœcile), portique d’Athènes décoré de peintures. 
Le Pœcile est le plus grand des édifices de la Villa d’Hadrien : 235 m de long, 110 m de large, avec un bassin de 110 m sur 25 m. Il ferme le vallon du Canope, et a nécessité d’importants travaux de terrassement du côté nord pour compenser la pente naturelle du terrain. Son plan est un rectangle orienté est-ouest avec des extrémités légèrement arrondies. Le bassin central qui s’étend sur son grand axe reprend ce plan de rectangle arrondi. Le péristyle qui entoure le Pœcile est curieusement doublé sur le côté nord, avec un haut mur de séparation intérieur. Ce mur rappelle la configuration de la Stoa Poikilè conçue pour protéger des vents du nord. Certains auteurs font aussi observer que cela permet de se promener tantôt au soleil (côté sud) ou à l’ombre (côté nord). 
Les avis divergent sur l'interprétation de ce complexe. Ce que la plupart des auteurs voient comme un vaste jardin d’agrément, bordé d’un péristyle propice aux promenades, serait un hippodrome pour l’italien Vighi et pour Stierlin. Leurs arguments se fondent sur les dimensions de l’édifice autorisant des courses ; la fréquence de l’association entre un palais impérial et un hippodrome et la sacralisation de cette association symbolisant la course solaire (l’hippodrome est orienté est-ouest). La spina qui marque l'axe de l’hippodrome serait, dans cette hypothèse, le bassin central. On retrouve cette configuration dans l’hippodrome de Lugdunum.
Jouxtant le Pœcile au sud et à l’est, un groupe de bâtiments s’organise plus ou moins en forme de croix : un jardin ou un stade allongé du nord au sud, une salle à trois exèdres à l’ouest, un péristyle entourant un vivier à l’est.

## Terrasse de l’Académie
Le secteur de l’Académie occupe la partie la plus haute de la Villa, sur une vaste esplanade de plus de 200 m de long, qui domine au sud-ouest une pente assez raide où coule un petit cours d’eau. L’autre côté de l’esplanade se creuse du vallon du Canope. À l’extrémité ouest de l’esplanade se dresse la tour médiévale de Roccabruna. À l’opposé, un complexe de bâtiments comprend l’Académie à l’architecture curviligne, puis un péristyle qui précède un temple à coupole. On propose d’y voir un temple dédié à Jupiter, en raison de sa position la plus élevée, traditionnelle pour les temples de Jupiter. D’autres auteurs l’attribuent à Apollon. 
Cette partie de la villa offre la vue la plus ample et la plus belle sur le reste du paysage, ce qui a amené quelques auteurs à y situer le Palais résidentiel d’Hadrien et à la nommer « Petit Palais ». En l’absence de fouilles scientifiques dans ce secteur, cette déduction basée un peu légèrement sur l’esthétique n’est pas validée.

## Complexe nord-est
Cette partie est organisée autour de l'ancienne villa républicaine, avec une orientation nord-est / sud-ouest suivant à peu près la rivière qui coule dans un vallon identifié parfois avec le vallon de Tempé.

### Hospitalia

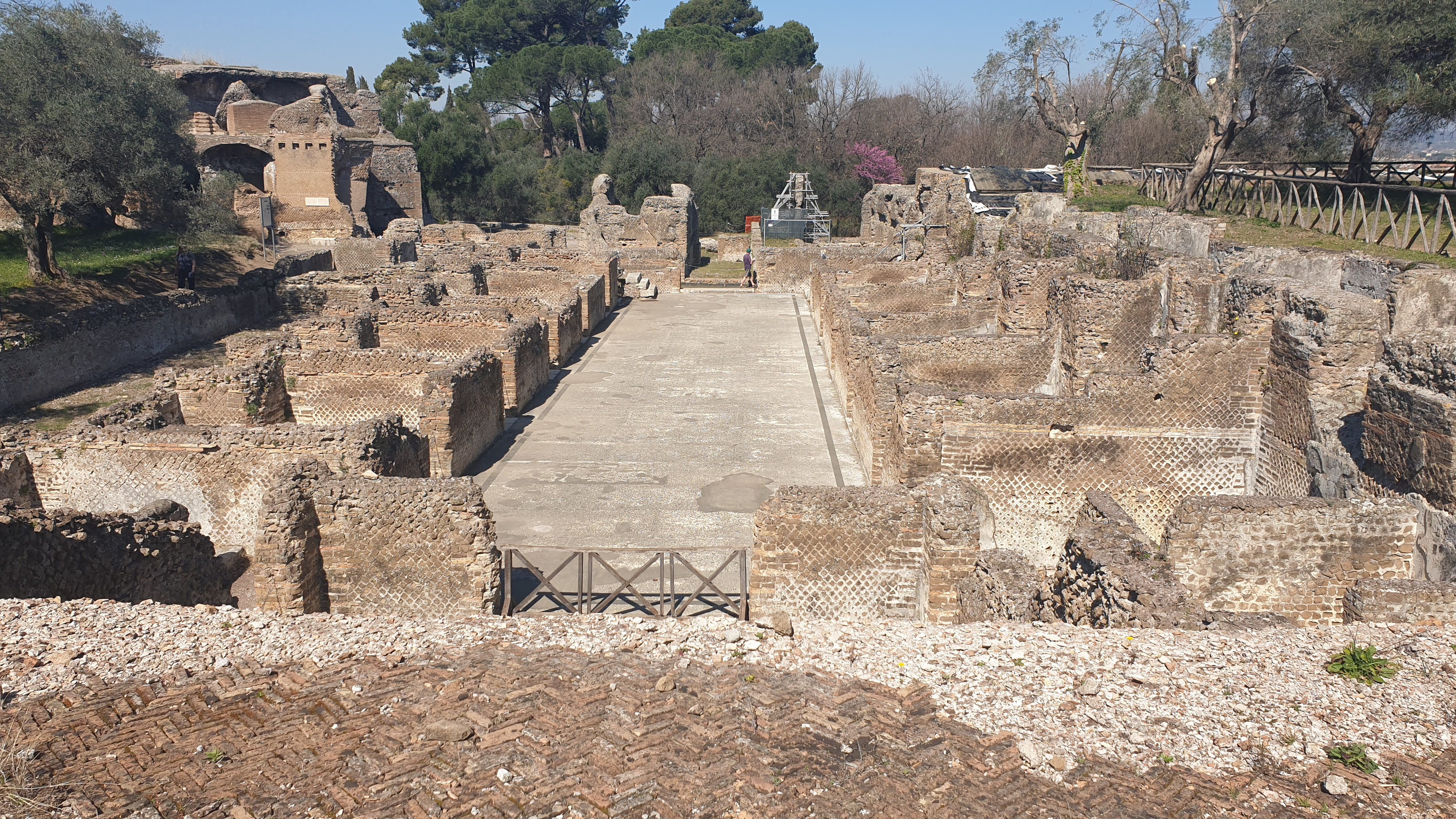
L'hospitalia

L'hospitalia, située non loin des bibliothèques, se composait de dix chambres réparties de part et d'autre d'un couloir central. Il ne s'agirait pas, comme l'on a longtemps cru, d'un hôtel destiné à recevoir les invités de l'empereur, mais d'un logement pour des soldats d'élite de la garde prétorienne qui y dormaient à trois par chambre. Ceux-ci disposaient aussi d'un autel dédié au culte impérial et de latrines. 

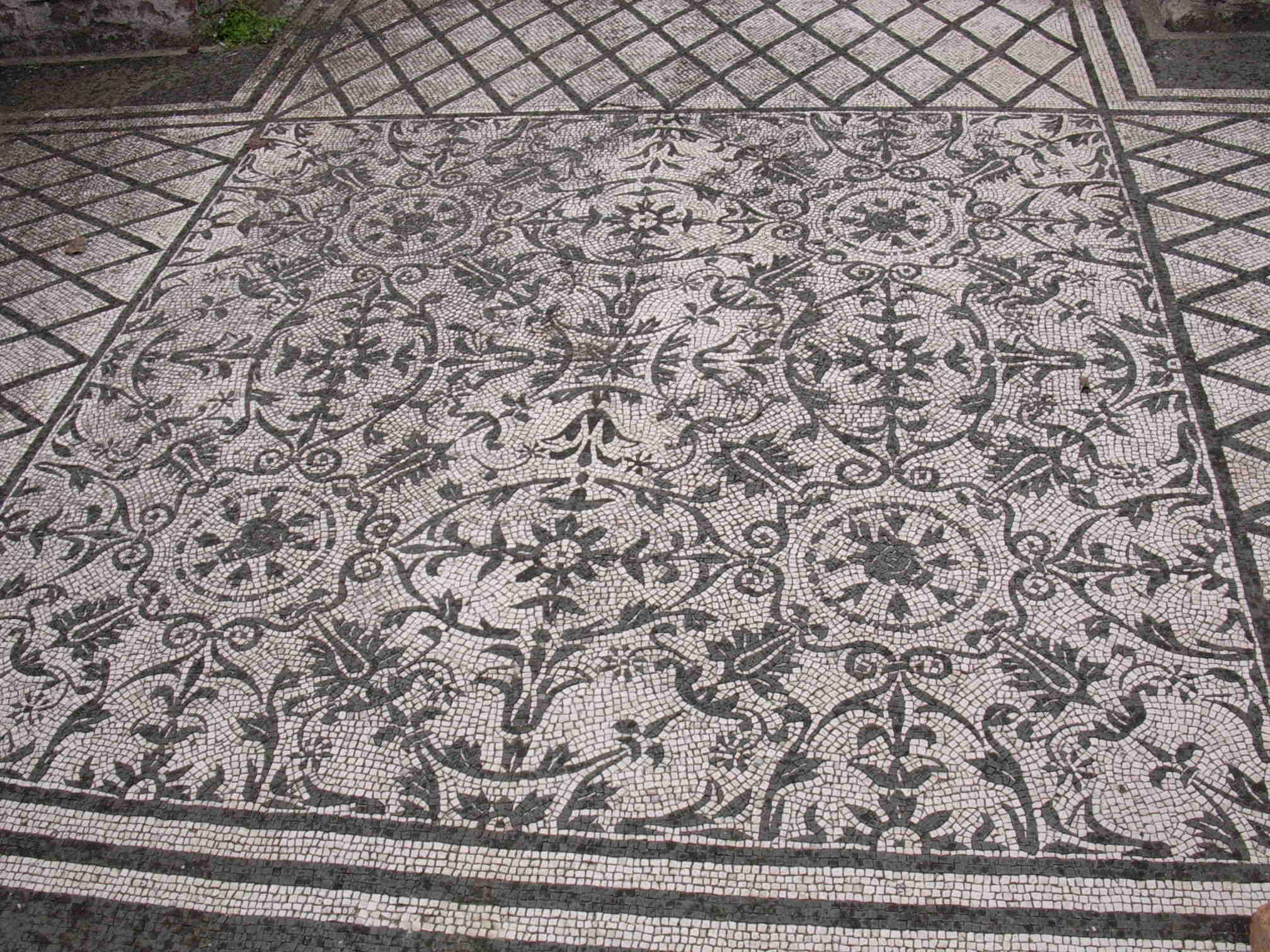
Les mosaïques de l'hospitalia.

Les mosaïques en « opus tessellatum » — technique de mosaïque grossière de plusieurs centimètres — qui jonchent le sol de ce bâtiment s'opposent à celles du palais, de meilleure qualité, ce qui autorise l'interprétation de l'hospitalia comme bâtiment de service.

### Salle des philosophes

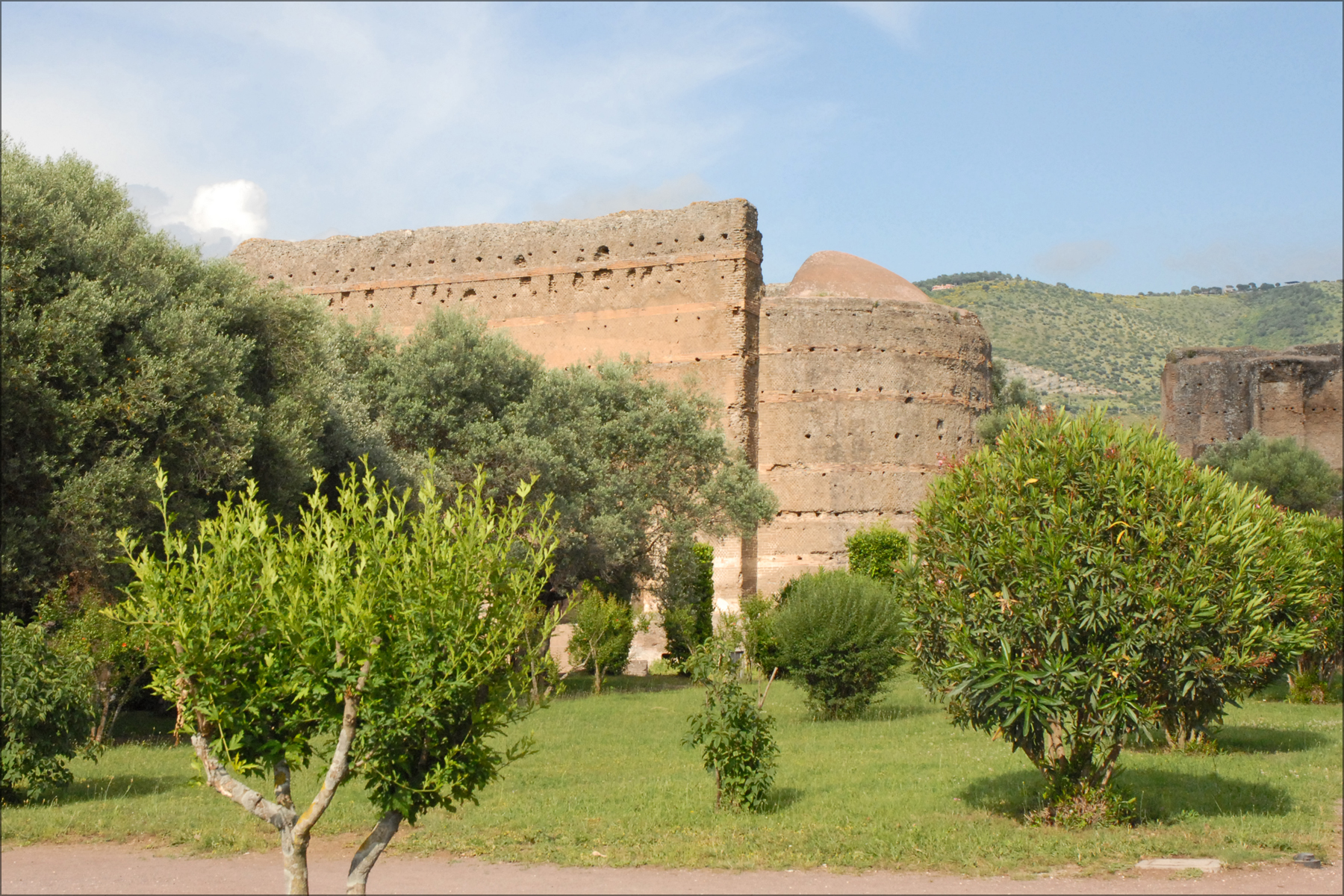
La salle des philosophes vue de l'extérieur.

La Salle des Philosophes était une grande salle contiguë au palais et faisant partie de Pœcile. On lui a donné ce nom en supposant que s'y réunissaient les philosophes et écrivains protégés par le mécénat d'Hadrien. Ils exposaient dans cette salle leurs idées philosophiques et y déclamaient leurs œuvres littéraires à la cour.
On s'est longtemps demandé à quoi pouvaient servir les niches présentes dans l'abside. On a d'abord supposé qu'elles servaient de bibliothèques (d'où l'hypothèse ci-dessus de la présence des philosophes) ; il est plus probable que ces niches abritaient des statues des grandes figures de Rome.

### Palais impérial

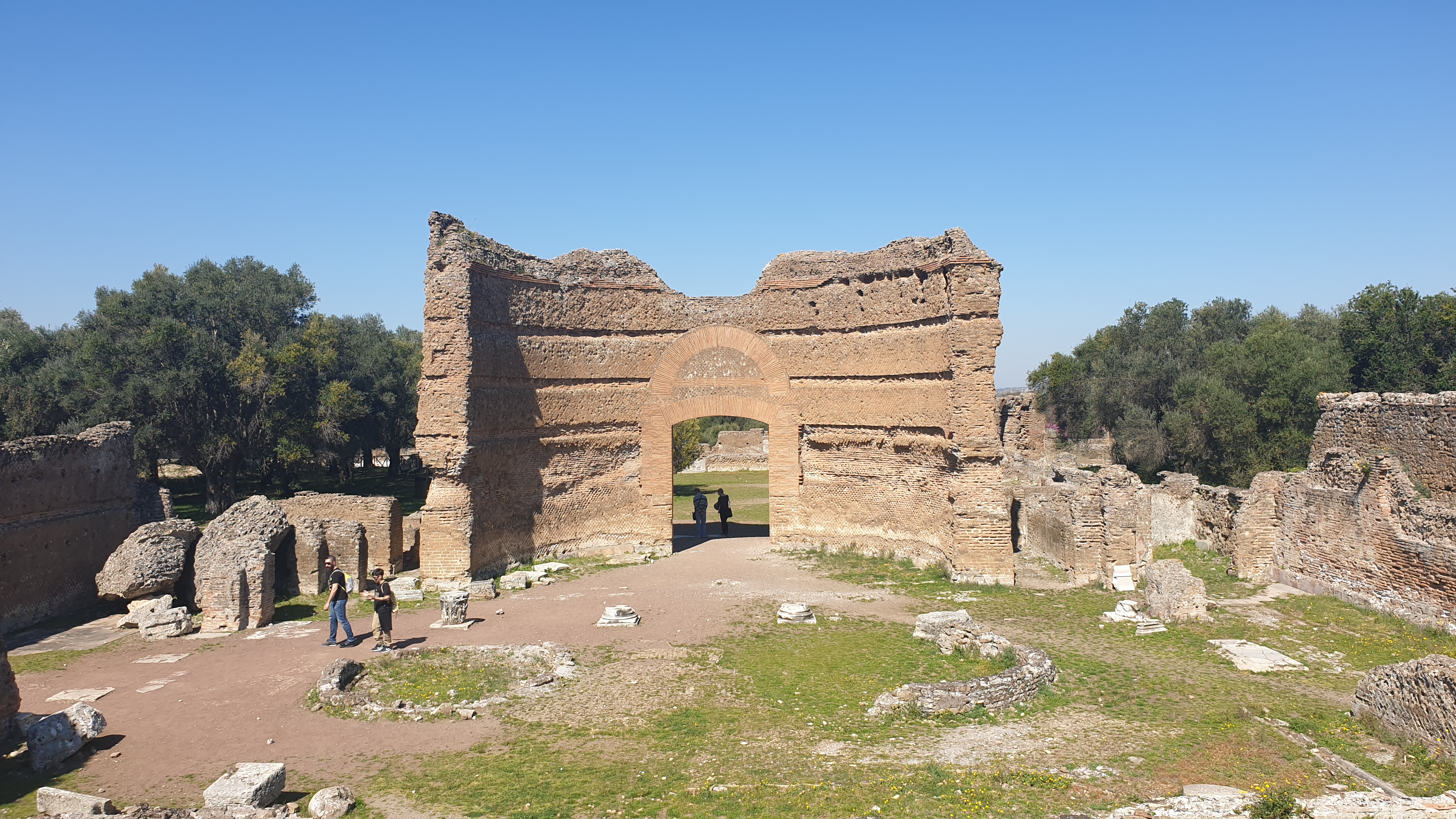
Le palais impérial

Le palais ayant été en partie construit pendant l'époque républicaine, Hadrien n'a fait que remanier ce bâtiment qui est construit sur un plan très simple, contrairement à la Place d'Or voisine. Le côté occidental du palais étant complètement dépourvu de constructions, cet espace était probablement occupé par un jardin.

## Vie quotidienne
Au vu des grands espaces résidentiels, la villa devait possiblement accueillir environ 3 000 personnes, c’est-à-dire une cour, des domestiques et des vigiles prétoriens, soit une population nombreuse. Les privilégiés de cette population logeaient dans le palais même en compagnie de l'empereur, les courtisans de second rang, les soldats de garde et les serviteurs devaient se contenter de logements modestes comme l'Hospitalia. La même ségrégation existait quand il s'agissait de se baigner : les petits thermes pour la première classe, les grands pour les autres. Mais même à l'intérieur de chacun des thermes, un deuxième tri se faisait, car à l'époque, les femmes pouvaient entrer le matin, les hommes l'après-midi. Les archéologues, pour déterminer le profil des occupants de chaque construction, ont toujours fait attention au type de mosaïques, les plus fines (opus vermiculatum) pour l'élite, les plus grossières (opus tessellatum) pour le commun.

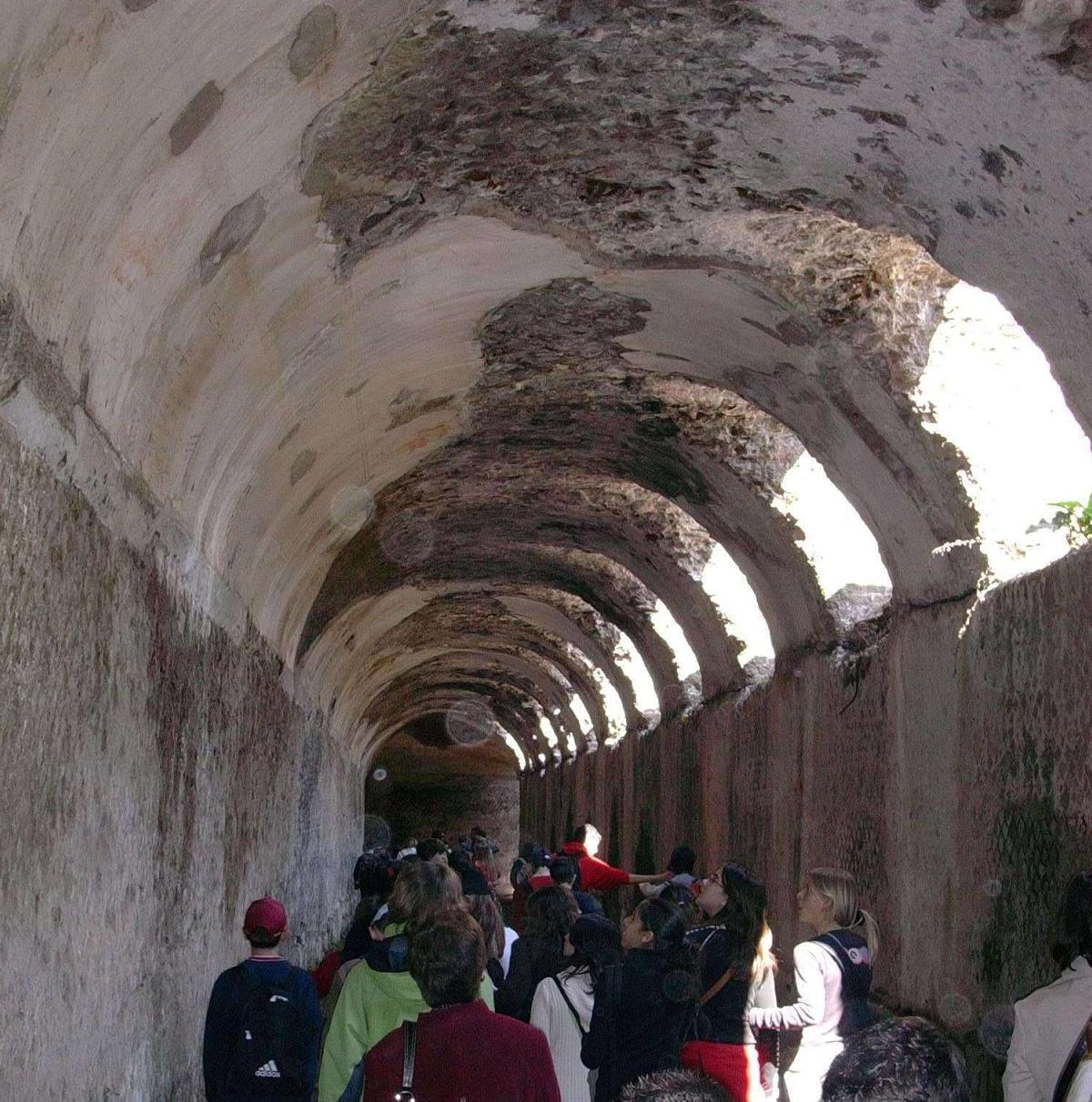
Galeries souterraines dans la villa d'Hadrien sous le vivier.

L'activité de la villa, les chantiers permanents, le ravitaillement des résidents provoquaient vraisemblablement une circulation incessante et tumultueuse. Pour éviter la vue et le bruit de toute cette logistique, son architecte propriétaire eut sans doute l’idée d’établir un réseau souterrain s'appuyant tout d'abord sur les caves créées par l'extraction du tuf et de la pouzzolane nécessaires à la construction des bâtiments ; ces passages souterrains furent agrandis considérablement, de manière à former un réseau desservant la villa entière du théâtre au lycée. Les galeries étaient creusées à sept mètres sous terre, hautes de cinq mètres en moyenne, et longues de 100 à 300 mètres ; elles étaient éclairées par des torches disposées tous les 10 mètres. Ces galeries comportaient des points où 260 chevaux pouvaient se reposer : ces « parkings » souterrains pouvaient accueillir 200 chariots qui arrivaient chargés de nourriture et en ressortaient à vide. 
On peut imaginer ainsi la vie d’Hadrien dans sa villa : il fréquentait le Théâtre maritime, petit sanctuaire où il se livrait à l’otium (temps de loisirs où il s'adonnait à la divination, à la lecture…) et, pour célébrer en quelque sorte la mystique de la fonction impériale, point central du monde d'où rayonne la toute-puissance, se rendait en son centre tous les jours à midi pour recevoir — par une ouverture pratiquée intentionnellement dans le toit — un peu de lumière solaire tombant sur lui. Il discutait avec les philosophes, dans une salle contiguë réservée à la culture, allait voir des représentations théâtrales, et dînait dans l'alcôve du Sérapéum en compagnie de quelques proches. Dans les dernières années de sa vie, pendant lesquelles il vécut dans la villa, il ne disposait pour les activités sportives que d'une palestre assez éloignée du palais, mais il avait déjà pensé à ce point et veillait au chantier d'un grand stade situé entre les thermes et le Pœcile.

Villa d'Hadrien
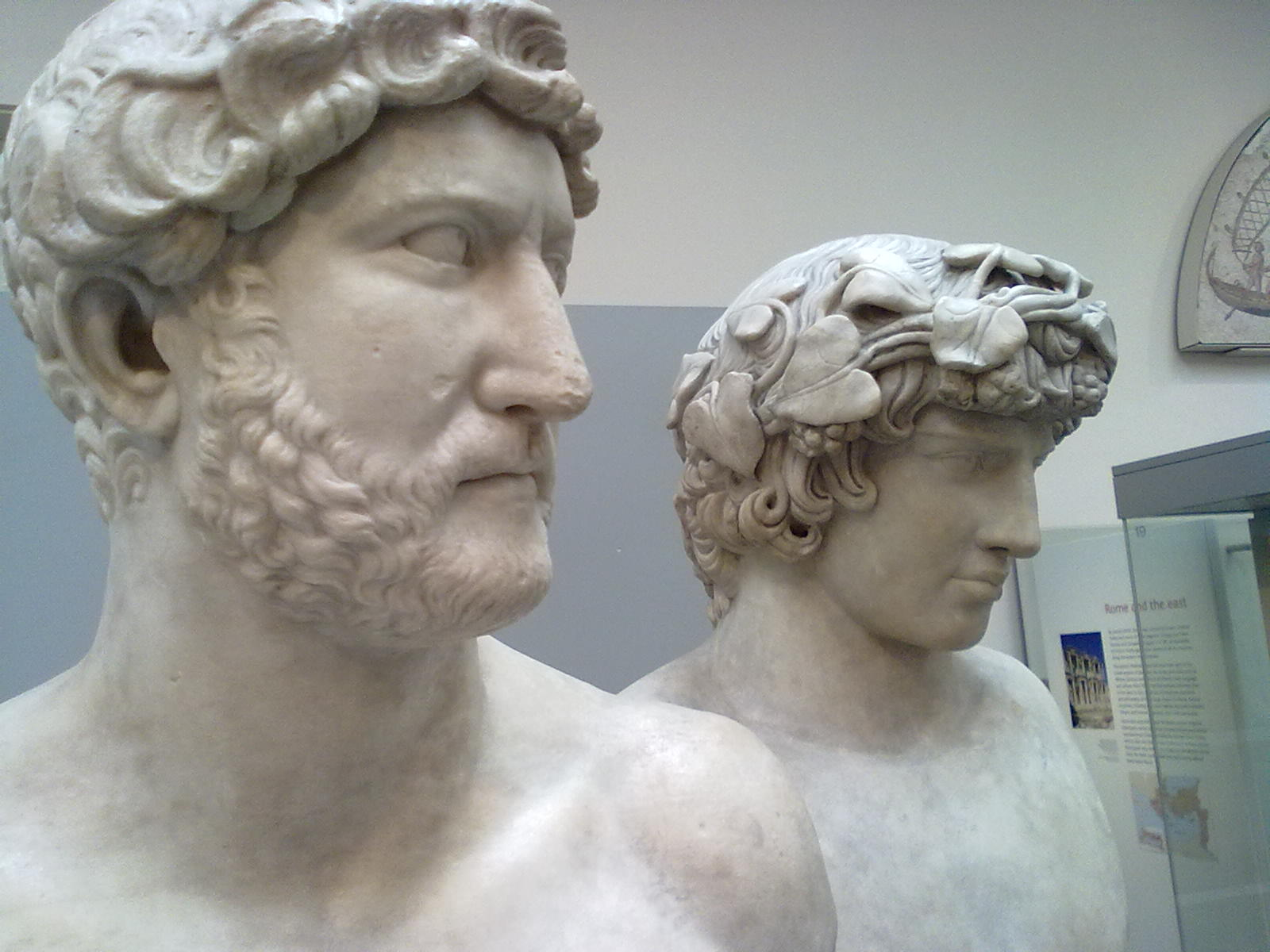
Bustes d'Hadrien et d'Antinoüs au British Museum
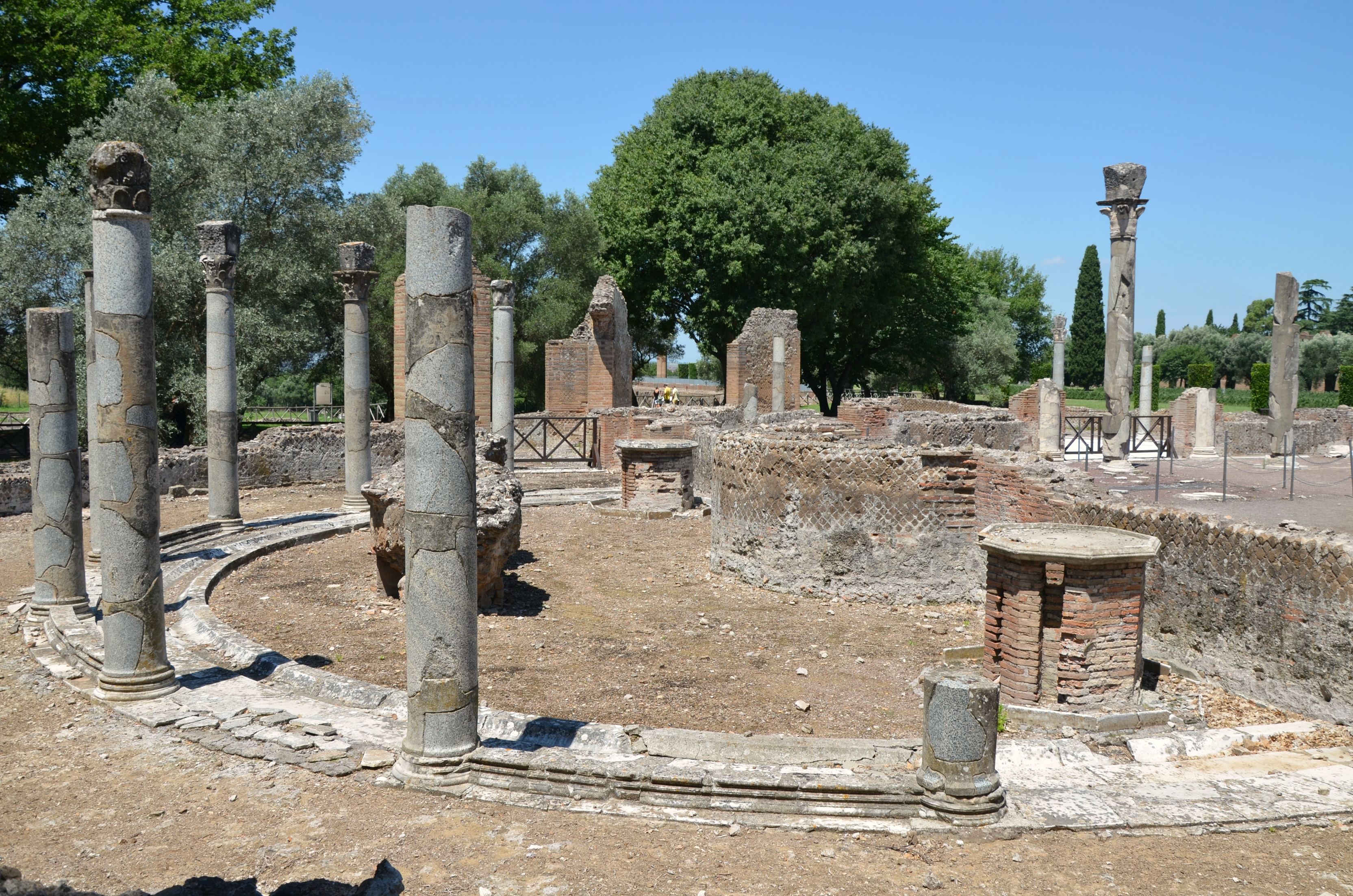
Casino
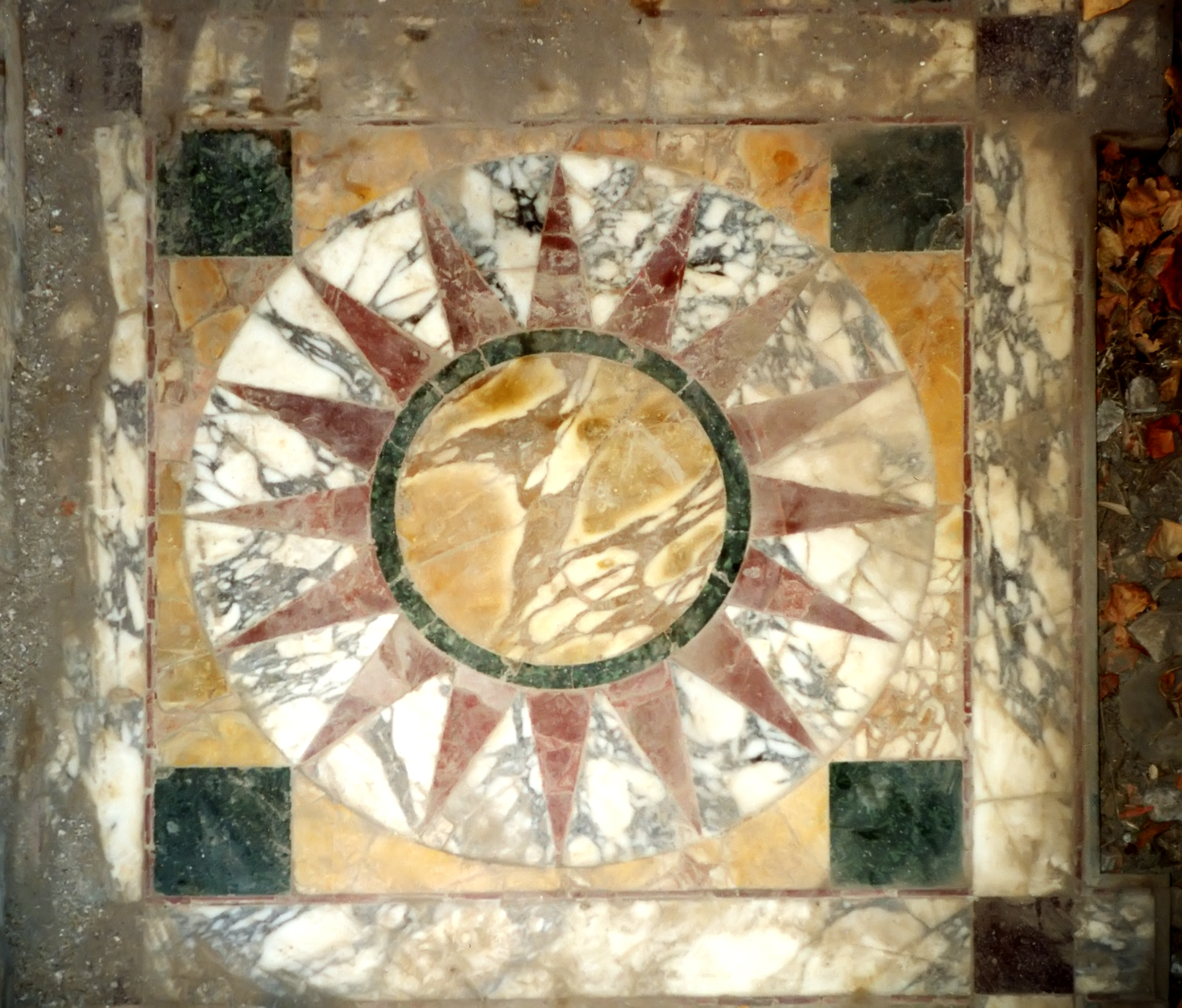
Opus sectile des Petits Thermes.
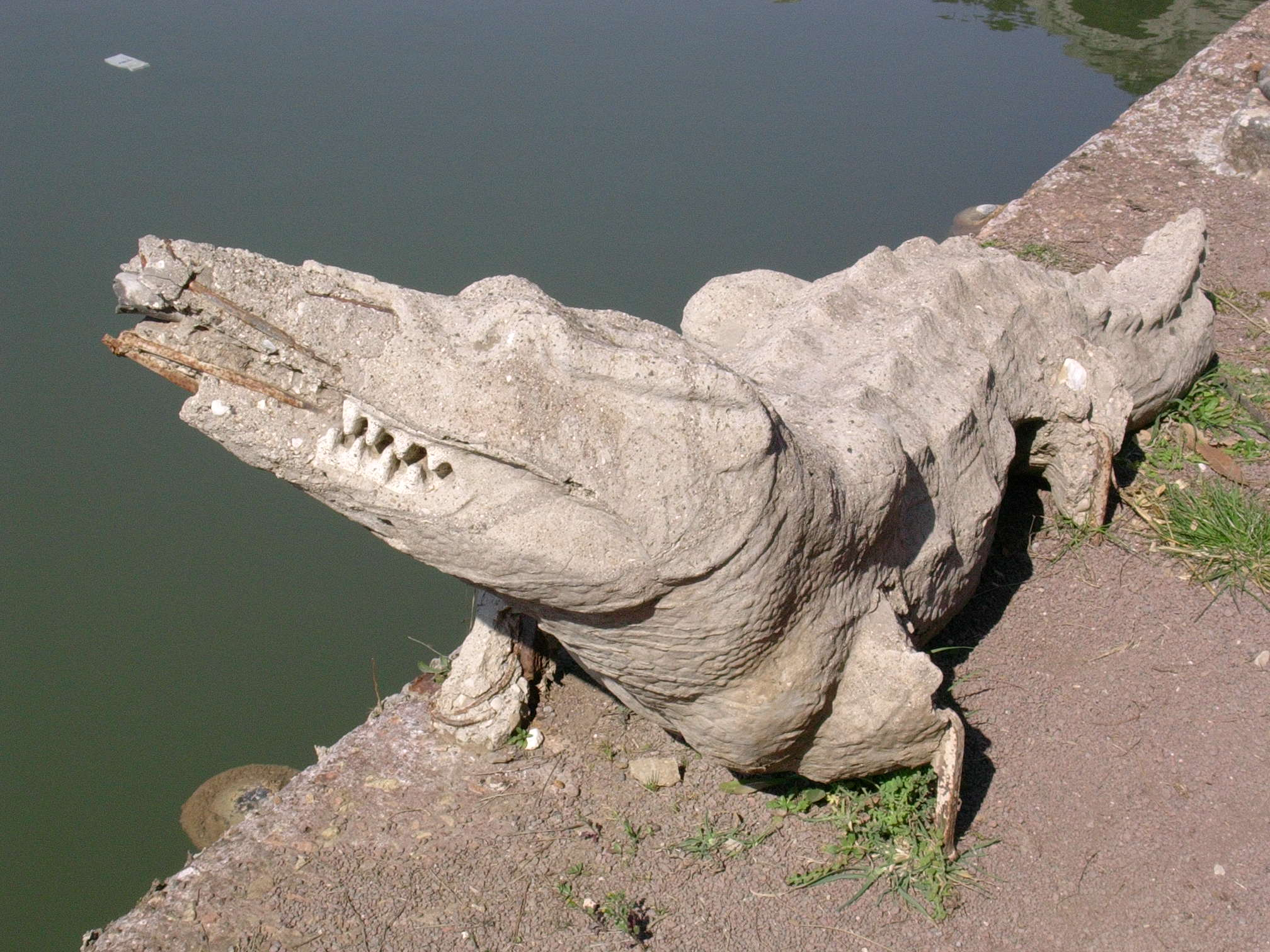
Crocodile du Canope.

## Exposition
- Hadrien, Trésors d'une villa impériale,  à la mairie du Ve arrondissement de Paris, du 22 septembre au 19 décembre 1999[12].